# الاعتداء الجنسي في القوات الكندية
كان الاعتداء الجنسي في القوات المسلحة الكندية قضية منتشرة تؤثر على النساء والشباب والرجال في القوات الكندية ومنظمات الكاديت الكندية. نشرت العديد من التقارير عن حالات الاعتداء الجنسي للقوات الكندية  في وسائل الإعلام الكندية الوطنية على نطاق واسع. وقد ظهر نطاق وعمق مشكلة الاعتداء الجنسي لأول مرة في عام 1998 عندما نشرت مجلة ماكلين. و لايزال يتم الإبلاغ عن عدد من الحلات الفردية، كما أصبحت القضية موضع تركيز وطني مرة أخرى عندما نشرت مجلة ماكلين تقرير آخر لاستكشاف مدى انتشار ثقافة الاغتصاب في الجيش الكندي.

## مشكلة الاعتداء الجنسي
من خلال قانون الوصول إلى المعلومات في كندا، تم الكشف عن تلقي الشرطة العسكرية الكندية ما بين 134 و 201 شكوى اعتداء جنسي كل عام منذ عام 2000، بمتوسط 178 شكوى في العام. بالنظر إلى أن القوات المسلحة الكندية لديها 119000 فرد (عسكري ومدني)، فإن هذا يمثل معدلًا يبلغ 1.5 عن كل 1000. في عام 2014 كان معدل الاعتداء الجنسي المبلغ عنه ذاتيًا في كل كندا 22 حادثًا لكل 1000. أظهر مسح عام 2012 أن النساء والأقليات والأمم الأولى عانوا من مستويات غير متناسبة من التحرش الجنسي والشخصي في القوات الكندية.
تدعي القوات الكندية أنها تأخذ الاعتداء الجنسي على محمل الجد.
وقد ذُكر كذلك أن واحدة من كل ثلاثة عشر امرأة في القوات الكندية تعرضت للاعتداء الجنسي فيما يتعلق بعملها العسكري.
إن الاعتداءات الجنسية البارزة التي ارتكبها مجرمو القوات الكندية مثل حالة العقيد راسل ويليامز قد أثارت مزيدًا من الاهتمام بالقضية في كندا.
في بعض الحالات احتفظت القوات الكندية بالأعضاء المتهمين بالاعتداء الجنسي في الخدمة الفعلية وتولوا مهام إدارية. تم إصدار هذه القضية في مايو 1998 من قبل عشرات النساء في مجلة MacLeans، إلا أنها سرعان ما تم نسيانها حتى عادت إلى الظهور في عام 2014 عندما تم إدراك أن القضية لم تختف.

## الاعتداء الجنسي والاعتداء الجنسي في المنظمات الكندية
كانت هناك العديد من الحالات الموثقة حيث تعرض المتدربون في رعاية منظمات الكاديت الكندية للاعتداء الجنسي، وفقا لـمجلة ماكلين فإن واحد من كل عشر حالات اعتداء جنسي في الجيش ضد أحد أفراد الجيش الملكي الكندي، ظهرت بعض هذه الحوادث بعد سنوات من حدوث الإساءة. كاديتس كندا لديها برنامج يسمى العلاقات الاجتماعية الإيجابية للشباب يهدف إلى وقف الجرائم في المستقبل.
وفقا لنائب المجلة فإن الجيش الكندي الملكي الكاديت "يعاني من مزاعم الاعتداء الجنسي.

## الاعتداء الجنسي الخارجي مراجعة والإصدارات الأحدث
في عام 2014 أعلنت حكومة كندا عن مراجعة خارجية لأزمة الاعتداء الجنسي داخل الجيش الكندي. عينت الحكومة القاضي السابق للمحكمة العليا في كندا ماري ديشامب لإجراء المراجعة، وتلقت المراجعة تغطية دولية.
في عام 2015 شن الجيش عملية الشرف لمكافحة الاعتداء الجنسي وسوء السلوك في صفوفها، أطلق الجيش مراجعات ردًا على تحقيق واسع النطاق أجري في 2017 حول الكرة الأرضية حول مشاكل حالات الاعتداء الجنسي الكندي التي لا أساس لها من الصحة، في سبتمبر 2018 بعد مراجعة 179 حالة تم إغلاقها على أنها لا أساس لها، أعيد فتح 23 حالة، تمت إعادة تصنيف 43 آخرين ليعكسوا بشكل أفضل النتائج الفعلية للتحقيقات.